# Mange Schmidt
Bo Magnus Schmidt kendt som Mange Schmidt (født 17. november 1973) er en svensk rapper. Han er født og opvokset i Stockholm.

## Diskografi

### Albums
- Greatest Hits (september 2003)
- Samtidigt, i Stockholm (september 2006)
- Känslan Kommer Tillbaks (september 2007)

### Singles
- Glassigt (2006)
- Vem é han? (2006) [Sammen med Adiam]
- Giftig (2007) [Sammen med Petter]
- Jag talar ut
- Gömma mig (Sammen med Ken Ring)
- "Systembolaget" (feat. Mange Schmidt) sammen med bandet Johnny Deluxe (2017)